# Herb Stołpców
Herb Stołpców – jeden z symboli Stołpców nadany miastu 20 listopada 2006 przez prezydenta Białorusi Alaksandra Łukaszenkę.
Jest również herbem rejonu stołpeckiego.

## Opis herbu
Na złotej tarczy hiszpańskiej, na niebieskim słupie srebrny jacht.

## Znaczenie
Jacht (statek rzeczny) nawiązuje do historii Stołpców, które rozwinęły się dzięki ulokowanemu tu w czasach Rzeczypospolitej Obojga Narodów ważnemu portowi rzecznemu na Niemnie oraz stoczni. Wygląd statku został odtworzony na podstawie źródeł historycznych i uzgodniony z ekspertami. Podział tarczy w słup nawiązuje do nazwy miasta, która według legendy wywodzi się od słowa słup, kolumna.

## Historia
Stołpce uzyskały prawa magdeburskie w 1729. Brak jest jednak informacji o istnieniu wcześniejszego od współczesnego herbu miasta.
Herb Stołpców został opracowany na początku XXI w. Projekt autorstwa Wiktara Lachara zatwierdziła 30 stycznia 2004 Rada Delegatów Rejonu Stołpeckiego. Został on wprowadzony dekretem prezydenta Białorusi Alaksandra Łukaszenki z dnia 20 listopada 2006. 22 listopada 2006 herb został zarejestrowany w Rejestrze Herbowym Republiki Białorusi.